# Crioceris bicruciata
Crioceris bicruciata  (лат.) — вид листоедов (Chrysomelidae) из подсемейства трещалок (Criocerinae). Распространён в Греции, Болгарии, Малой Азии, на Кавказе, а также в Центральной Азии. Взрослых жуков можно встретить на Asparagus palaestinus и Asparagus aphyllus